# فرنسيسكو غارسيا مورينو
فرنسيسكو غارسيا مورينو (بالإسبانية: Francisco García Moreno)‏ هو لاعب كرة الماء ومدرب رياضي مكسيكي، ولد في 1 يونيو 1947 في مدينة مكسيكو في المكسيك، وتوفي في 26 مارس 2016 في كويرنافاكا في المكسيك.

## وصلات خارجية
- فرنسيسكو غارسيا مورينو على موقع أوليمبيديا (الإنجليزية)